# Калье-Чал
Калье-Чал (перс. قلعه چال) — село в Ірані, у дегестані Кухестані-є-Талеш, у Центральному бахші, шагрестані Талеш остану Ґілян. За даними перепису 2006 року, його населення становило 86 осіб, що проживали у складі 19 сімей.

## Клімат
Середня річна температура становить 8,82 °C, середня максимальна – 24,60 °C, а середня мінімальна – -8,31 °C. Середня річна кількість опадів – 403 мм.
| Клімат поселення                              | Клімат поселення | Клімат поселення | Клімат поселення | Клімат поселення | Клімат поселення | Клімат поселення | Клімат поселення | Клімат поселення | Клімат поселення | Клімат поселення | Клімат поселення | Клімат поселення | Клімат поселення |
| Показник                                      | Січ.             | Лют.             | Бер.             | Квіт.            | Трав.            | Черв.            | Лип.             | Серп.            | Вер.             | Жовт.            | Лист.            | Груд.            |                  |
| Середній максимум, °C                         | 3,75             | 4,34             | 6,70             | 13,44            | 18,52            | 22,52            | 24,60            | 24,21            | 20,23            | 16,12            | 10,45            | 5,33             |                  |
| Середня температура, °C                       | −2,28            | −1,7             | 0,66             | 7,42             | 12,49            | 16,49            | 19,89            | 19,50            | 15,53            | 11,41            | 5,75             | 0,64             |                  |
| Середній мінімум, °C                          | −8,31            | −7,71            | −5,36            | 1,39             | 6,47             | 10,46            | 15,20            | 14,81            | 10,82            | 6,72             | 1,06             | −4,07            |                  |
| Норма опадів, мм                              | 31               | 32               | 49               | 52               | 50               | 23               | 14               | 14               | 27               | 45               | 33               | 33               |                  |
| Середньомісячна швидкість вітру, м/с          | 2.06             | 2.54             | 2.59             | 2.74             | 2.20             | 2.01             | 2.26             | 2.21             | 1.86             | 2.06             | 2.25             | 2.03             |                  |
| Середньомісячна сонячна радіація, кДж/м²·день | 7112             | 9734             | 12086            | 16166            | 19785            | 22611            | 23292            | 20077            | 16967            | 11915            | 8738             | 6762             |                  |
| --------------------------------------------- | ---------------- | ---------------- | ---------------- | ---------------- | ---------------- | ---------------- | ---------------- | ---------------- | ---------------- | ---------------- | ---------------- | ---------------- | ---------------- |
| Джерело:                                      |                  |                  |                  |                  |                  |                  |                  |                  |                  |                  |                  |                  |                  |